# Parafia bł. Bogumiła w Szczytnikach
Parafia Błogosławionego Bogumiła w Szczytnikach – parafia rzymskokatolicka należąca do dekanatu Opatówek diecezji kaliskiej. Została utworzona w 1990. Mieści się pod numerem 85. Prowadzą ją księża diecezjalni. Zgodnie ze stanem na grudzień 2023 administratorem parafii jest ks. Andrzej Kmieciak. 

## Proboszczowie
- ks. Marian Niemier (1990– ?)[2]
- ks. Mariusz Buczek[2]
- ks. Grzegorz Modrzyński[2]
- ks. Andrzej Kmieciak (2025–)[3], do 2025 administrator[1]